# Edith Bruck
Edith Steinschreiber (Tiszabercel, 3 de mayo de 1931) es una escritora y poeta de origen húngaro, superviviente de Auschwitz.

## Trayectoria
Edith Steinschreiber nació en una humilde familia judía húngara. Era la última de seis hermanos. La familia vivía en Tiszabercel (Tiszakarád), pueblo cercano a Ucrania. Tardíamente, en 1944, fue deportada a Auschwitz con sus padres, sus dos hermanos y una de sus hermanas, Elizabeth. Sobrevivieron Edith, su hermana y un hermano. Pasaron de Auschwitz a Dachau, Christianstadt, y Bergen-Belsen; allí fueron liberadas por los aliados en 1945. Ella quedó huérfana a los 12 años. 
Regresó a Hungría. Pasaron a Checoslovaquia unos meses. Se casó y divorció tres veces antes de los 20 años: con Milan Grün (con el que fue a Israel), luego con Dany Roth, y al fin con un conocido (Bruck), para evitarle el servicio obligatorio, es el que le dará el apellido.
Abandona Israel con la idea de buscar en Argentina a una hermana exiliada. De hecho, viaja por varios países europeos; trabaja de bailarina, ayudante de un sastre, modelo, cocinera y directora de un salón de belleza. 
En 1954 se establece en Italia, donde conoce a Eugenio Montale, Giuseppe Ungaretti, Mario Luzi, y se hace amiga de Primo Levi, quien la invita a escribir sus recuerdos del genocidio. Vive en Roma.
Con Chi ti ama così (de 1959), Edith Bruck inicia su carrera de escritora; es un testimonio del genocidio alemán, adopta la lengua italiana, no la suya, para crear una distancia con los hechos. Su obra no se limita a esa temática histórica, además entre otras cosas narra su infancia. En Roma inicia un largo vínculo sentimental y artístico con el poeta y cineasta Nelo Risi.
Edith Bruck colabora en prensa como Il Tempo, Corriere della Sera y Il Messaggero. Ha sido traducida muy tardíamente en España

## Obra
- Chi ti ama così, Milán, Lerici, 1959 (Venecia, Marsilio, 2015). Tr. esp.: Quien así te ama, Ardicia, 2015.
- Andremo in città, Milán, Lerici, 1962 (Nápoles, L'ancora del Mediterraneo, 2007)
- È Natale, vado a vedere, Milán, Scheiwiller, 1962
- Le sacre nozze, Milán Longanesi, 1969
- Due stanze vuote, Venecia, Marsilio, 1974, presentación de Primo Levi
- Il tatuaggio, Parma, Guanda, 1975
- Transit, Milán, Bompiani, 1978 (Venecia, Marsilio, 1995)
- Mio splendido disastro, Milán, Bompiani, 1979
- Improvviso, 1979 (guion del film)
- In difesa del padre, Milán, Bompiani, Guanda, 1980
- Lettera alla madre, Milán, Garzanti, 1988
- Monologo, Milán, Garzanti, 1990
- Nuda proprietà, Venecia, Marsilio, 1993
- L'attrice, Venecia, Marsilio, 1995
- Il silenzio degli amanti, Venecia, Marsilio, 1997
- Itinerario: poesie scelte, Roma, Quasar, 1998.
- Signora Auschwitz: il dono della parola, Venecia, Marsilio, 1999 (2014)
- L'amore offeso, Venecia, Marsilio, 2002
- Lettera da Francoforte, Milán, Mondadori, 2004
- Specchi, Roma, Edizioni di storia e letteratura, 2005
- Quanta stella c'è nel cielo, Milán, Garzanti, 2009. Fue Premio Viareggio 2009
- Privato, Milán, Garzanti, 2010